# Захлумляни

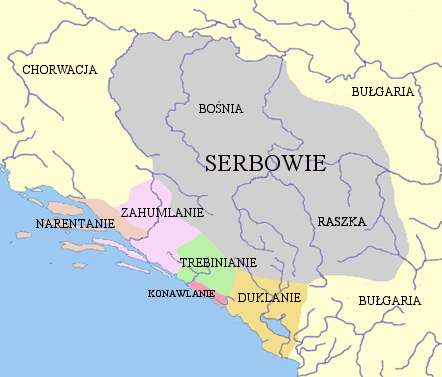
Захлумляни на карті

Захлумляни (Zachlubi) — середньовічне південнослов'янське плем'я, яке жило у VIII-XI століттях у басейні річки Неретви на заході Балканського півострова. Область їхнього поселення називалася Захум'я. Головним містом племені захлумлян було місто Стон. У XI сторіччі захлумляни прийняли християнство і розчинилися в хорватському народі.

## Див.також
- Неретвяни